# Kangsŏ
Kangsŏ (kor. 강서군, Kangsŏ-gun) – powiat w Korei Północnej, w prowincji P’yŏngan Południowy. W 2008 roku liczył 191 356 mieszkańców. Graniczy z powiatami Chŭngsan i Taedong od północy, Ch’ŏllima od wschodu, Taean i Ryonggang od południa, a także z Onch’ŏn od zachodu.

## Historia
Przed wyzwoleniem Korei spod okupacji japońskiej powiat składał się z 16 miejscowości (kor. myŏn) oraz 170 wsi (kor. ri). W obecnej formie powstał w wyniku gruntownej reformy podziału administracyjnego w grudniu 1952 roku. Powiat Kangsŏ składał się wówczas z jednego miasteczka (Kangsŏ-ŭp) i 23 wsi. W marcu 1978 roku znaczna część powiatu znalazła się w granicach administracyjnych miasta Taean (obecnie powiat, także w prowincji P’yŏngan Południowy). Tereny te w marcu 1983 roku ukonstytuowały dzielnicę Kangsŏ w obrębie miasta Taean. W styczniu 2004 roku wraz z dzielnicami Ch’ŏllima i Taean, dzielnica Kangsŏ została przekształcona w powiat. Dzielnice te wraz z powiatem Ryonggang weszły wtedy w skład prowincji P’yŏngan Południowy. W jej granicach powiat Kangsŏ znajduje się do dziś.

## Transport
Przez powiat przebiegają cztery linie kolejowe: główna, 89-kilometrowa linia P’yŏngnam, łącząca powiat Onch’ŏn ze stolicą kraju, Pjongjangiem, 12-kilometrowa linia Taean z Kangsŏ do stacji Taean Towarowy (kor. 대안화물역) w powiecie Taean, linia Posan do stacji o tej samej nazwie w powiecie Ch’ŏllima, a także linia Chamjin  łącząca stacje Kangsŏn (powiat Ch’ŏllima) i Chamjin.

## Podział administracyjny powiatu
W skład powiatu wchodzą następujące jednostki administracyjne:
| Nazwa jednostki administracyjnej | Rodzaj jednostki administracyjnej | Hangul | Hancha |
| -------------------------------- | --------------------------------- | ------ | ------ |
| Segil-dong                       | osiedle                           | 세길동 | 세길洞 |
| San'ŏp-dong                      | osiedle                           | 산업동 | 産業洞 |
| Saemmul-dong                     | osiedle                           | 샘물동 | 샘물洞 |
| Kiyang-dong                      | osiedle                           | 기양동 | 岐陽洞 |
| Munhwa-dong                      | osiedle                           | 문화동 | 文化洞 |
| Rakwŏn-dong                      | osiedle                           | 락원동 | 樂園洞 |
| Pongsang-dong                    | osiedle                           | 봉상동 | 鳳上洞 |
| Kisan-dong                       | osiedle                           | 기산동 | 岐山洞 |
| Sŏhak-dong                       | osiedle                           | 서학동 | 西鶴洞 |
| T'anp'o-dong                     | osiedle                           | 탄포동 | 灘浦洞 |
| Namsan-dong                      | osiedle                           | 남산동 | 南山洞 |
| Chŏnjin-dong                     | osiedle                           | 전진동 | 前進洞 |
| Chamjin-dong                     | osiedle                           | 잠진동 | 箴進洞 |
| Sŏgi-dong                        | osiedle                           | 서기동 | 西機洞 |
| Ch'ŏngsan-ri                     | wieś                              | 청산리 | 淸山里 |
| T’aesŏng-ri                      | wieś                              | 태성리 | 台城里 |
| Tŏkhŭng-ri                       | wieś                              | 덕흥리 | 德興里 |
| Yaksu-ri                         | wieś                              | 약수리 | 藥水里 |
| Sammyo-ri                        | wieś                              | 삼묘리 | 三墓里 |
| Susan-ri                         | wieś                              | 수산리 | 水山里 |